# Cheddleton
Cheddleton es una parroquia civil y un pueblo del distrito de Staffordshire Moorlands, en el condado de Staffordshire (Inglaterra).

## Geografía
Según la Oficina Nacional de Estadística británica, Cheddleton tiene una superficie de 21,85 km².

## Demografía
Según el censo de 2001, Cheddleton tenía 4248 habitantes (49,27% varones, 50,73% mujeres) y una densidad de población de 194,42 hab/km². El 16,84% eran menores de 16 años, el 75,87% tenían entre 16 y 74, y el 7,29% eran mayores de 74. La media de edad era de 42,29 años. Del total de habitantes con 16 o más años, el 20,83% estaban solteros, el 64,91% casados, y el 14,25% divorciados o viudos.
El 98,31% de los habitantes eran originarios del Reino Unido. El resto de países europeos englobaban al 0,78% de la población, mientras que el 0,92% había nacido en cualquier otro lugar. Según su grupo étnico, el 99,51% eran blancos, el 0,14% mestizos, el 0,14% asiáticos, el 0,07% negros, el 0% chinos, y el 0,07% de cualquier otro. El cristianismo era profesado por el 84,51%, el budismo por el 0,07%, el hinduismo por el 0,07%, el judaísmo por el 0,07%, y cualquier otra religión, salvo el islam y el sijismo, por el 0,07%. El 7,46% no eran religiosos y el 7,74% no marcaron ninguna opción en el censo.
Había 2143 hogares con residentes, 93 vacíos, y 4 eran alojamientos vacacionales o segundas residencias.